# Neosapinnius
Neosapinnius is een geslacht van wantsen uit de familie van de Miridae (Blindwantsen). Het geslacht werd voor het eerst wetenschappelijk beschreven door Wagner in 1960.

## Soorten
Het genus is monotypisch en bevat alleen de volgende soort:

- Neosapinnius phytocoroides Wagner, 1960